# Сосьва (смт)
Сосьва́ (рос. Сосьва) — селище міського типу, центр Сосьвинського міського округу Свердловської області.
Населення — 9634 особи (2010, 10341 у 2002, 8 275 у 2017).
Селище виникає 1880 року, коли на території Сосьвинської волості Верхотурського заводу почалося зведення Сосьвинського чавуноливарного заводу. Підприємство працювало до 1927 року, після чого було демонтовано. На його місці побудували деревообробний завод. На той момент селище Сосьвинського заводу вже було (з 1923 року) районним центром, але вже 1931 року його включили в Надєждінський (Сєровський) район. Нинішній статус Сосьва отримала 1938 року. Також у Сосьві працюють дві колонії суворого режиму і дві колонії-поселення.
25 квітня 2023 року, село майже повністю згоріло. Займання у селищі сталось після обіду на місцевій пилорамі. Вогонь швидко перекинувся і там спалахнули житлові будинки, зокрема і багатоповерхівки. Згоріли також колонія, пилорама і підприємство з виробництва асфальту та бетону. Загалом вогонь знищив 92 будинки.